# شیشه مات

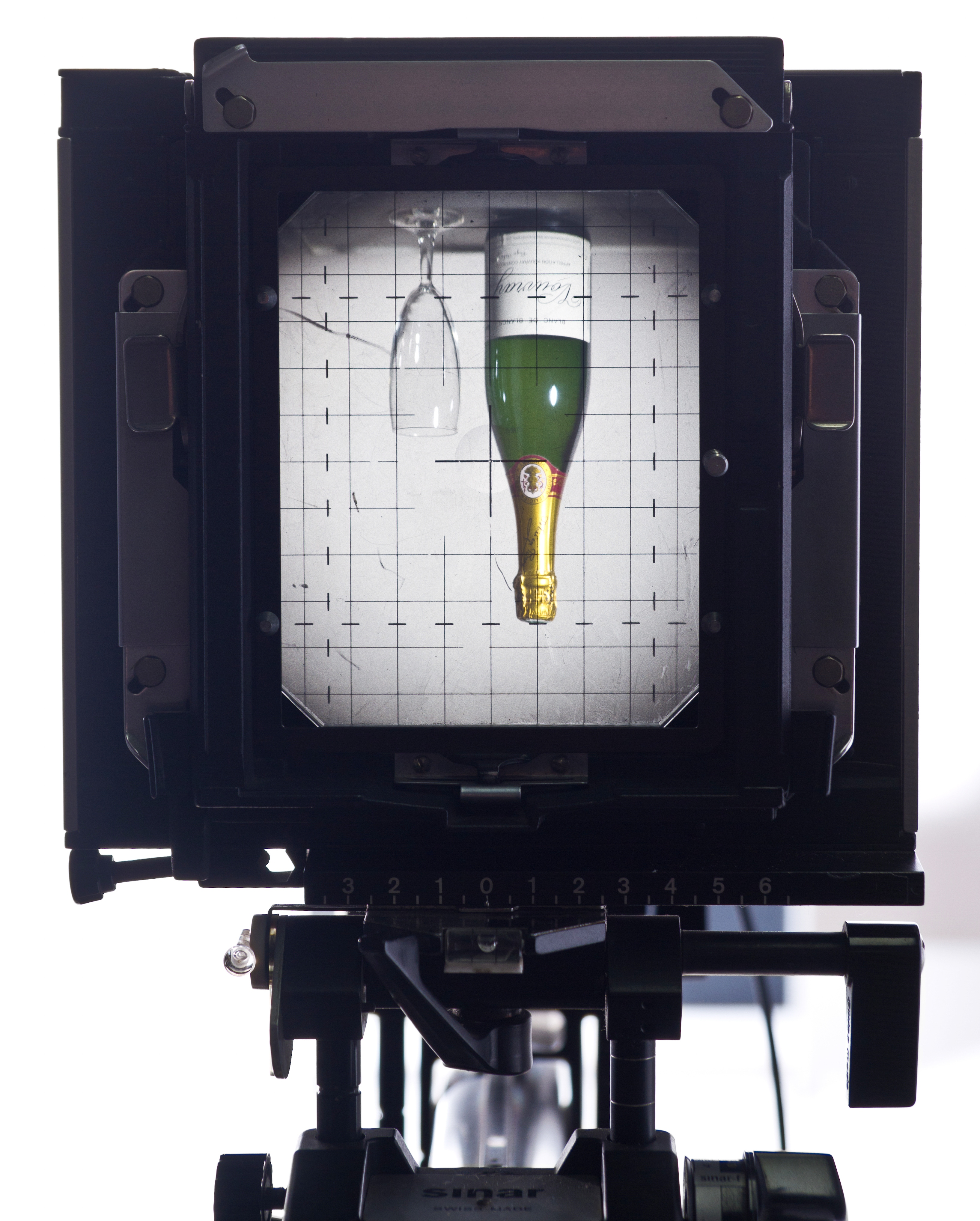
دوربین سینار اف و تصویر سوژه روی شیشه مات.

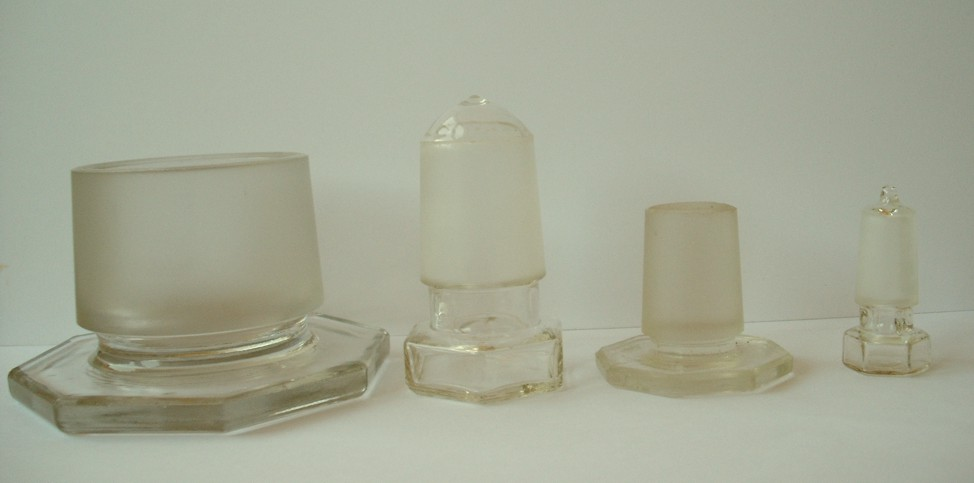
شیشه مات بعنوان درب بطری

شیشه مات شیشه ایست که سطح آن به وسیلهٔ پاشیدن ماسه که با فشار زیادی (سند پلاست) انجام می‌گیرد، مات شده باشد.
سطوح شیشه مات، استفاده‌های گسترده‌ای، اعم از: تزئینات صرف بر روی پنجره‌ها، ظروف، علم اپتیک و ظروف آزمایشگاهی دارد.

## کاربرد در عکاسی
در عکاسی، در هر دوربینی، برای نمایان شدن تصویر یک ورقه شیشه مات وجود دارد.